# Баканчош Дюла Петрович
Дюла Петрович Баканчош (нар. 24 грудня 1938, Мочола, Закарпаття) — радянський футболіст. Етнічний угорець. Захисник, виступав, зокрема за «Карпати» (Львів), «Уралмаш» (Свердловськ) і «Верховину» (Ужгород). Учасник першого офіційного матчу в історії львівських «Карпат».

## Кар'єра
Грав у командах: «Колгоспник» (Берегово), «Карпати» (Львів), «Авангард» (Тернопіль), «Колгоспник» (Калуш), СКВО (Свердловськ), «Уралмаш» (Свердловськ), «Верховина» (Ужгород) і «Кооператор» (Берегово).
Мешкає у Береговому (Закарпатська область).